# جایزه شوتینگ استارز

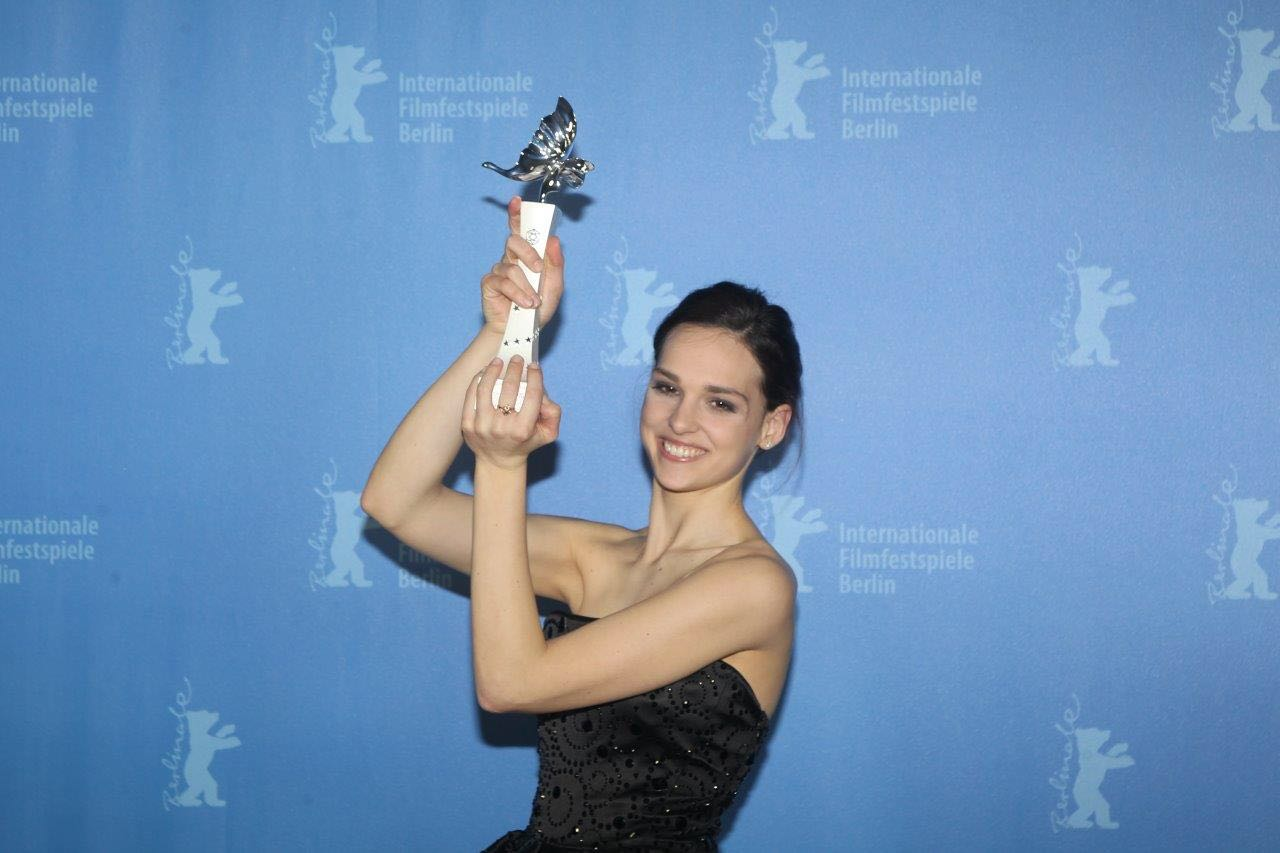
سارا سرائیوکو برنده جایزه در سال ۲۰۱۶

جایزه شوتینگ استارز (انگلیسی: Shooting Stars Award) یا «جایزهٔ استعدادهای جوانِ آینده‌دار» نام یک جایزهٔ سینمایی است که همه ساله در «جشنواره بین‌المللی فیلم برلین» به ۱۰ هنرپیشهٔ جوانِ اروپایی اهدا می‌شود.
این جایزهٔ در سال ۱۹۹۸ میلادی توسط «سازمان ترویج و پیشرفت فیلم‌های اروپایی» بنیان نهاده شد و توسط «برنامهٔ میدیای اتحادیهٔ اروپا» پشتیبانی می‌شود.
روند گزینش هنرمندان بدین صورت است که نخست، «سازمان ترویج و پیشرفت فیلم‌های اروپایی»، نامزدها را از میان بازیگران جوان اروپایی انتخاب می‌کند و سپس داوران کارکُشتهٔ بین‌المللی، ۱۰ هنرمند را از میانِ آنان و بر اساس هنرنمایی در آخرین فیلم‌شان، برمی‌گزینند.